# Iwona Witek
Iwona Witek (ur. 26 kwietnia 1952 w Katowicach, zm. 23 sierpnia 2020) – polska piłkarka ręczna, bramkarka, siedmiokrotna mistrzyni Polski, reprezentantka Polski.

## Kariera sportowa
Była wychowanką MKS Siemianowice Śląskie, w latach 1970–1977 występowała w barwach Ruchu Chorzów, z którym zdobyła wicemistrzostwo Polski juniorek w 1971, mistrzostwo Polski seniorek w 1973, 1974, 1975 i 1977 oraz wicemistrzostwo Polski seniorek w 1976. W latach 1977–1988 była zawodniczką AKS Chorzów, z którym zdobyła mistrzostwo Polski w 1981, 182 i 1988 oraz Puchar Polski w 191, 1983 i 1987.
W latach 1972–1978 wystąpiła w 18 spotkaniach reprezentacji Polski seniorek, uczestniczyła w mistrzostwach świata w 1973 (5. miejsce) i 1975 (7. miejsce).
W 1986 otrzymała tytuł Mistrzyni Sportu, w 2000 Złotą Odznakę ZPRP.